# Kálmán Hazai
Kálmán Hazai (* 17. Juli 1913 in Marosvásárhely, Königreich Ungarn; † 21. Dezember 1996 in Kopenhagen) war ein ungarischer Wasserballspieler.
Hazai nahm an den Olympischen Spielen 1936 in Berlin teil, bei denen er nach Siegen über Großbritannien, den Niederlanden und Belgien in die Finalrunde einzog, wo die ungarische Mannschaft auf Frankreich und Deutschland traf. Nach einem 5:0-Sieg über Frankreich und einem 2:2-Unentschieden gegen Deutschland, gewann Hazai mit seinen Teamkollegen György Bródy, Márton Homonnay, Olivér Halassy, Jenö Brandi, Mihály Bozsi, James János Németh, István Molnár, György Kutasi, Sándor Tarics und Miklós Sárkány aufgrund des besseren Torverhältnisses die Goldmedaille, Deutschland wurde zweiter.